# 스코틀랜드 국민당
스코틀랜드 국민당(-國民黨, 영어: Scottish National Party 스커티시 네이셔널 파티[*], 스코틀랜드 게일어: Pàrtaidh Nàiseanta na h-Alba, 스코트어: Scots Naitional Pairtie) 또는 스코틀랜드 민족당은 스코틀랜드의 사회민주주의 정당이다. 스코틀랜드의 독립을 주장하는 정당이다. 현재 보수당과 노동당 다음으로 의석을 확보하고 있으며, 스코틀랜드 지역 내에서는 제1당이며 영국 의회에서는 제2 야당 자리를 유지하고 있다.

## 이념
스코틀랜드 국민당은 사회민주주의를 표방하는 중도좌파 정당이다. 이 정당은 브렉시트 반대와 스코틀랜드의 자치를 주장하며, 이를 바탕으로 지속되는 득표율 부진과 우경화에 실망한 기존의 노동당 지지층을 일부 흡수하는데 성공하였다.